# ایب وان هانسن
ایب وان هانسن (انگلیسی: Ib Vagn Hansen؛ زادهٔ ۴ ژانویهٔ ۱۹۲۶) دوچرخه‌سوار اهل دانمارک است.